# Miss Liberia
Miss Liberia désigne les concours de beauté féminine destinés aux jeunes femmes de nationalité libérienne.

## Lauréates
| Year | Miss Liberia                      |
| ---- | --------------------------------- |
| 1962 | Agnes Elizabeth Anderson          |
| 1963 | Ethel Zoe Norman                  |
| 1964 | Norma Dorothy Davis               |
| 1965 | Melvilla Mardea Harris            |
| 1968 | Wilhelmina Nadieh Brownell        |
| 1969 | Antionette Coleman                |
| 1970 | Mainusa Wiles                     |
| 1972 | Cecelia Armena King (°1953-†2013) |
| 1974 | Maria Yatta Johnson               |
| 1975 | Aurelia Sancho                    |
| 1976 | Laurine Wede Johnson              |
| 1977 | Welma Albertine Wani Campbell     |
| 1983 | Annie Broderick                   |
| 1985 | Sarah Laurine Massanuh Horton     |
| 1988 | Ollie White                       |
| 1997 | Joyce Jefferlyn Johnson           |
| 1998 | Olivia Precious Cooper            |
| 1999 | Sebah Esther Tubman               |
| 2005 | Snoti Muna Forh                   |
| 2006 | Patrice Daiemole Juah             |
| 2007 | Bendu Tita Parker                 |
| 2009 | Shu-Rina Rosie Wiah (°?-†2014)    |
| 2010 | Meenakshi Monica Subramani        |
| 2012 | Leda Knowlden                     |
| 2017 | Wokie Dolo                        |
| 2018 | Joicet Jartu Foday                |
| 2019 | Géorgie Leela Bemah               |
| 2020 | Robell survole                    |
| 2021 | Odella Kanu Flomo                 |
| 2022 | Essiana Weah                      |

## Les Miss Liberia pour Miss Terre
| Année | Nom                      | Classement |
| ----- | ------------------------ | ---------- |
| 2006  | Rachel Bidmia Njinimbam  | Unplaced   |
| 2007  | Telena J'Garmonu Cassell | Unplaced   |
| 2008  | Marit Gayduo Woods,      | Unplaced   |